# Emil Kellenberger
Emil Kellenberger (n. 3 aprilie 1864, Walzenhausen, Cantonul Appenzell Extern, Elveția – d. 20 noiembrie 1943, Walzenhausen, Cantonul Appenzell Extern, Elveția) a fost un trăgător de tir ce a reprezentat Elveția, medaliat olimpic. A participat la o ediție a Jocurilor Olimpice (1900) în care a câștigat două medalii de aur și o medalie de argint.